# Ahura Mazdá

Az ún. Faravahar, mely az Ahura Mazdával való egyesülés jelképe

Ahura Mazdá (jelentése: „Bölcs Úr”; óperzsa: 𐎠𐎢𐎼𐎶𐏀𐎭𐎠; újperzsa: اهورامزدا), másképp (későbbi nevén) Ormizd, vagy Ormazd, a jó princípiuma, a legfőbb szellem  az ókori iráni vallásban, különösen Zoroaszter iráni próféta vallási rendszerében, aki minden természetfeletti lény tiszteletét elvetette, kivéve Ahura Mazdáét. Zoroaszter halála után a fő isten lett. I. Dárajavaus perzsa király (I. Dareiosz) (ur. Kr. e. 522-486) és utódai felirataikon a legnagyobb istent és az igazságos király védelmezőjét tisztelték benne, és a hozzá intézett imák általában soha nem említettek más isteneket.
Zoroaszter tanítása szerint Ahura Mazdá az egyetlen teremtő, a világ ura; akik pedig a többi daevához  (démonokká lefokozott istenekhez) könyörögnek, a gonoszságot imádják. Ahura Mazdá tartja fenn a kozmikus rendet. Nem alszik, tehát nem lehet becsapni. Felügyeli az emberek látható és rejtett cselekedeteit. Ő teremtette az első hat – későbbi hagyomány alapján: hét – lényt, amelyek együttes neve: Ames(z)a Szpenta. Az emellett létező szent lelke (szelleme) a Szpenta Mainju, amely egyszerre képviseli Ahura valamely sajátosságát és vele szemben áll Angra Mainju (Ahriman), a hazugság, sötétség és halál szelleme. A két azonos szintű, egyidős szellem egymás elleni küzdelme alkotja a világtörténelmet.
A Zoroaszter-hívők szent könyvében, az Avesztában tükröződő fejlettebb vallási állapotban Ahura Mazdát a jótékony, szent szellemmel azonosították, aki nyíltan szembehelyezkedik a rombolóval. Minden bölcsesség tudója, bőkezű, egyenes, és minden jó teremtője. A jótékony és a gonosz szellemet az Avesztában úgy fogják fel, mint egymást kölcsönösen korlátozó, örökkévaló lényeket. Egyikük a magasban él, másikuk a mélyben, s közbül a világ a csataterük.
Későbbi forrásokban, a zurvánista irányzatban Zurvánt (Idő) tették az itt már két ikerként említett, Ormazd (Ahura Mazdá) és Ahriman (Angra Mainju) atyjává, akik - az ortodox mazdaizmusban - felváltva uralkodnak a világon Ormazd végső győzelméig.
Ebből a felfogásból tükröződik vissza valami a manicheizmusban, ahol az Istent néha Zurvánnak hívják, Ormazd pedig az ő első emanációja, az Első Ember, akit legyőzött a sötétség romboló szelleme, de akit megment az Isten második emanációja, az Élő Szellem.